# Italië op het Eurovisiesongfestival 1985
Italië deed mee aan het Eurovisiesongfestival 1985 in Göteborg (Zweden). Het was de achtentwintigste deelname van het land.

## Nationale selectie
Net zoals de voorbije jaren besloot de RAI, de Italiaanse nationale omroep, hun kandidaat voor het Eurovisiesongfestival intern te kiezen. Er werd gekozen voor Romina Power & Al bano met het lied Magic oh magic.

## In Göteborg
In Zweden moest Italië aantreden als 12de aantreden net na Israël en voor Noorwegen.
Op het einde van de puntentelling bleek dat Romina Power & Al Bano op een 7de plaats was geëindigd met 78 punten.
Men ontving 3 keer het maximum van de punten.
Nederland nam niet deel in 1985 en België gaf 2 punten aan deze inzending.

### Gekregen punten

#### Finale
| 12 punten                       | 10 punten | 8 punten  | 7 punten | 6 punten               |
| ------------------------------- | --------- | --------- | -------- | ---------------------- |
| - Luxemburg - Portugal - Spanje | - Cyprus  | - Turkije |          | - Finland - Oostenrijk |
| 5 punten                        | 4 punten  | 3 punten  | 2 punten | 1 punt                 |
| - Frankrijk                     | - Israël  |           | - België | - Denemarken           |

### Punten gegeven door Italië

#### Finale
Punten gegeven in de finale:
| 12 punten | Ierland             |
| 10 punten | Frankrijk           |
| 8 punten  | Verenigd Koninkrijk |
| 7 punten  | Finland             |
| 6 punten  | Noorwegen           |
| 5 punten  | Israël              |
| 4 punten  | Zweden              |
| 3 punten  | Cyprus              |
| 2 punten  | Denemarken          |
| 1 punt    | Luxemburg           |

1956 · 1957 · 1958 · 1959 · 1960 · 1961 · 1962 · 1963 · 1964 · 1965 · 1966 · 1967 · 1968 · 1969 · 1970 · 1971 · 1972 · 1973 · 1974 · 1975 · 1976 · 1977 · 1978 · 1979 · 1980 · 1981-1982 · 1983 · 1984 · 1985 · 1986 · 1987 · 1988 · 1989 · 1990 · 1991 · 1992 · 1993 · 1994-1996 · 1997 · 1998-2010 · 2011 · 2012 · 2013 · 2014 · 2015 · 2016 · 2017 · 2018 · 2019 · 2020 · 2021 · 2022 · 2023 · 2024 · 2025